# Laponcea cippata
Genre
Espèce
Laponcea cippata, unique représentant du genre Laponcea, est une espèce d'opilions laniatores de la famille des Podoctidae.

## Distribution
Cette espèce est endémique de l'île Maurice.

## Description
La femelle holotype mesure 4,5 mm.

## Publication originale
- Roewer, 1936 : « Opilionides von Mauritius. » Veröffentlichungen aus dem Deutschen Kolonial- und Übersee-Museum in Bremen, vol. 1, no 3, p. 335–341.